# Цицейка, Щербан
Щербан Цицейка (рум. Șerban Țițeica; 1908—1985) — румынский физик-теоретик.
Сын Георге Цицейка (1873—1939), математика, члена Румынской академии.
Окончил Бухарестский университет (1929 г.), с 1937 г. — его профессор, одновременно с 1956 г. — заместитель директора Института атомной физики. В 1962—1963 гг. — вице-директор Объединенного института ядерных исследований.
Работы по статистической физике, квантовой механике, атомной и ядерной физике, физике элементарных частиц. Построил первую квантовую теорию магнето-сопротивления металлов (1935 г).
Член АН CPP (1955 г.), вице-президент (с 1963 г.). Иностранный член АН СССР c 08.02.1966 по отделению общей и прикладной физики.
Щербан Цицейка родился в семье румынского математика Георге Цицейки в Бухаресте. После окончания средней школы поступил на факультет естественных наук Университета Бухареста, где он обучается по естественнонаучным специальностям, и одновременно учится в Бухарестской Консерватории по классу «гармония и контрапункт».
В 1930 он стал аспирантом Лейпцигского Университета в группе Вернера Гейзенберга. Диссертация Щ. Цицейки «Изменение сопротивления металлов в магнитных полях», изданная в «Annalen der Physik» в 1935 году, содержала объяснение магнетосопростивления металлов на основе квантовой механики. Он впервые высказал предположение о квантовании движения электрона в магнитном поле. Также эта диссертация положила начало теории прыжковой проводимости.
После защиты диссертации Цицейка вернулся из Лейпцига в Бухарест и стал профессором математического анализа в Политехнической Школе в Бухаресте (1937 год). Он совмещал эту позицию с должностью доцента на факультете естественных наук в Университете Бухареста. С 1941 по 1948 годы он был профессором физики в Университете города Яссы. С 1948 года Цицейка возглавлял кафедру термодинамики и статистической физики в Университете Бухареста. До 1978 года он читал лекции по теоретической механике, термодинамике и статистической физике, электродинамике, квантовой механике, теории ядра, теории элементарных частиц. Слушатели выделяли ясность, и краткость его лекций. Его учебники «Статистическая физика и старая квантовая механика», «Элементы статистической физики», «Термодинамика» и «Квантовая механика» внесли вклад в образование последующих поколений румынских ученых.
Помимо преподавательской деятельности Цицейка работал в Институте атомной физики. Он был руководителем отдела теоретической физики, а затем вице-директором. Во время работы в институте он стал основателем румынской школы теоретической физики, а Институт атомной физики стал одним из авторитетных научных центров мира. Также благодаря Цицейке в Институте атомной физики была создана одна из лучших библиотек в Европе. Он был главным редактором двух физических журналов, издаваемых Румынской академией.
В 1955 году Цицейка был избран академиком Румынской академии наук. и занимал пост вице-президента в течение 22 лет, а также с 1975 по 1976 год исполнял обязанности Президента академии. В 1965 году стал иностранным членом Академии наук СССР, а в 1967 года он был избран иностранным членом Саксонской академии наук.